# Docalidia bipenicula
Docalidia bipenicula är en insektsart som beskrevs av Nielson 1982. Docalidia bipenicula ingår i släktet Docalidia och familjen dvärgstritar. Inga underarter finns listade i Catalogue of Life.